# Banguncipto
Banguncipto is een bestuurslaag in het regentschap Kulon Progo van de provincie Jogjakarta, Indonesië. Banguncipto telt 3395 inwoners (volkstelling 2010).